# Hoplitis ochraceicornis
Hoplitis ochraceicornis är en biart som först beskrevs av Ferton 1902.  Hoplitis ochraceicornis ingår i släktet gnagbin, och familjen buksamlarbin. Inga underarter finns listade i Catalogue of Life.